# Nick McNeil
Nick McNeil (Lawton (Oklahoma), 19 augustus 1981) is een Amerikaans professioneel worstelaar die vooral bekend is van zijn tijd bij WWE als Percy Watson.

## Professioneel worstelcarrière

### World Wrestling Entertainment/WWE (2009-2013)
McNeil signeerde in 2009 een contract met de World Wrestling Entertainment (WWE) en begon te trainen op hun opleidingscentrum, Florida Championship Wrestling (FCW). Hij maakte op 1 oktober 2009 zijn debuut in een tag team match met Darren Young als de South Beach Boys.
Op 1 juni 2010 was men aangekondigd dat McNeil, onder de ringnaam Percy Watson, deelnam aan het tweede seizoen van NXT met Montel Vontavious Porter als zijn "WWE Pro" (mentor). 
Tijdens de Superstars-aflevering van 8 september 2011 maakte Watson zijn WWE-televisie terugkeer en verloor samen met Titus O'Neill de tag team match van Curt Hawkins en Tyler Reks. In 2012 en 2013 worstelde hij vooral op NXT Wrestling. Op 17 mei 2013 liep zijn contract met de WWE af.

## In het worstelen
- Finishers
  - Float-over DDT
  - Showtime Splash (Standing 180° turning splash)

- Signature moves
  - Dropkick
  - Enzuigiri

- Bijnaam
  - "Showtime"